# Virginie Hériotová
Virginie Claire Désirée Marie Hériotová (26. července 1890, Le Vésinet – 28. srpna 1932, Arcachon) byla francouzská jachtařka. Byla olympijskou vítězkou a průkopnicí ženského sportovního jachtingu.
Její otec Olympe Hériot byl majitelem obchodního domu Grands Magasins du Louvre, matka Cyprienne Dubernet byla filantropkou a sběratelkou umění. Měla tři sourozence. Jachtingu se věnovala od čtrnácti let. Byla členkou klubu Cercle de la Voile d'Arcachon.
V roce 1910 se provdala za vikomta Françoise Marie Haincque de Saint Senocha, který sdílel její vášeň pro plachetnice. Měli jednoho syna a žili v Paříži na rue de Presbourg. Rozvedli se v roce 1921.
Virginie Hériotová získala s lodí Aile VI pro Francii zlatou medaili v kategorii osmimetrových plachetnic na Letních olympijských hrách 1928. Vyhrála také One Ton Cup, Italský pohár, Pohár Alfonse XIII. a závod Ryde-Le Havre-Ryde.
Psala cestopisné knihy a vydala tři sbírky poezie. Přátelila se s Rabíndranáthem Thákurem, který ji nazval Madame de la Mer.
Podporovala École navale, které odkázala některé své jachty. Stala se čestnou členkou devadesáti sedmi jachtařských klubů. Byl jí udělen Řád čestné legie.
V roce 1932 při plavbě rozbouřeným Jaderským mořem utrpěla vnitřní zranění, kterým podlehla ve věku 42 let na palubě své lodi při regatě v Arcachonu.
V přístavu v Cannes jí byl v roce 1936 postaven pomník, jehož autorem je Raoul René Alphonse Bénard. Na její počest se od roku 1946 koná závod Coupe Virginie Hériot.